# Cantonul Pontault-Combault
Cantonul Pontault-Combault este un canton din arondismentul Torcy, departamentul Seine-et-Marne, regiunea Île-de-France , Franța.

## Comune
- Pontault-Combault (32.886 locuitori)